# Ramat Szelomo
Ramat Szelomo – osiedle położone w północnej części Jerozolimy (Zachodnia Jerozolima), w Izraelu. Leży w otoczeniu jerozolimskich osiedli Ramot, Sanhedria i Ramat Eszkol, oraz palestyńskich miasteczek Bet Hanina i Szu’afat.

## Historia
Prawdopodobnie w miejscu tym, w czasach biblijnych znajdował się kamieniołom z którego król Herod Wielki wydobywał bloki kamienne do przebudowy Świątyni Jerozolimskiej.
Podczas wojny sześciodniowej w 1967 okoliczne wzgórza zostały zajęte przez Izraelczyków. Osiedle zostało założone w 1995 przez żydowskich mieszkańców Jerozolimy. Zostało ono nazwane na cześć rabina Szlomo Zalmana Auerbacha. W 2000 żyło tutaj 18 tys. mieszkańców, w większości ortodoksyjnych Żydów.
W czerwcu 2008 Ministerstwo Budownictwa zatwierdziło plan budowy kolejnych 1300 apartamentów w osiedlu Ramat Szelomo.

## Edukacja
W osiedlu znajduje się kilka religijnych uczelni: Talmud Tora Hemdat HaTora, Talmud Tora Shira Hadasha i Mir Jesziwa.

## Komunikacja
Przy osiedlu przebiega droga ekspresowa nr 1  (Jerozolima–Tel Awiw–Bet ha-Arawa).